# 宿ノ浦神社
宿ノ浦神社（しゅくのうらじんじゃ）は、長崎県新上五島町宿ノ浦郷宿ノ浦地区に鎮座する神社である。

## 祭神
大己貴命を主祭神に、事代主命、大山祇命の2柱を配祀する。
配祀神の事代主神は同郷・蛭子神社の、大山祇命は同郷・山ノ神神社の祭神である。

## 歴史
天正12年（1584年）9月9日、荒川・雄嶽日枝神社の分霊を住民らによって同郷・白魚（しろう）地区に勧請し『白魚山王宮』と称した。後年、祭祀が途絶えたために同郷・宿ノ浦地区の八王島に奉遷し、昭和51年（1976年）に現在の宮地に再び奉遷された。

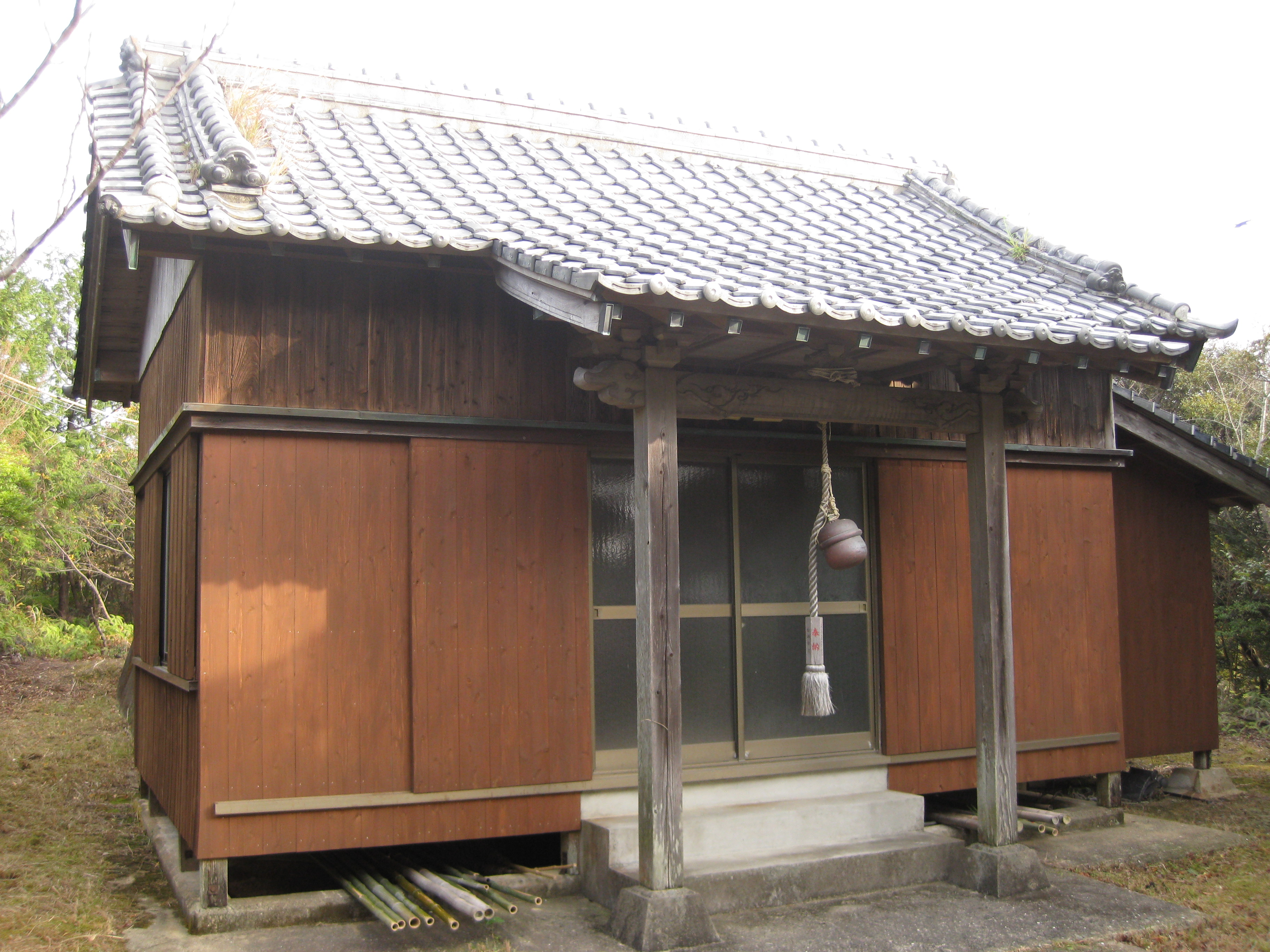
社殿

明治7年（1874年）5月5日に無格社に列せられ、同41年（1908年）10月に郷内・蛭子神社、山ノ神神社、天満神社を合祀した。

## 祭祀
主な祭礼・神事
例大祭（旧11月1日）

## 境内社

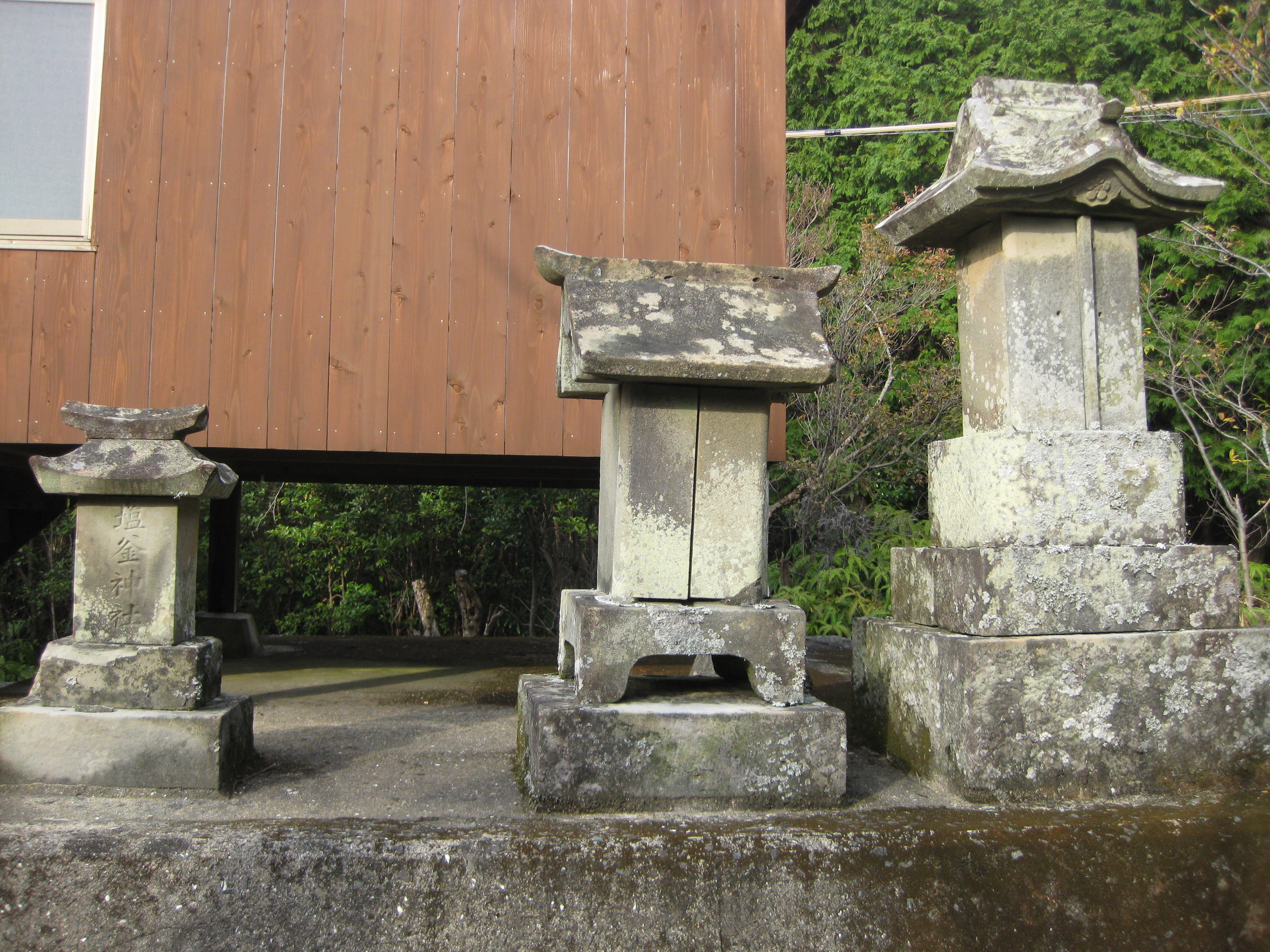
境内社

- 塩釜神社
- 天満神社

## その他の神社
隣接する荒川郷に雄嶽日枝神社、桐古里郷に山神神社、若松大橋で結ばれた若松島・若松郷に若松神社、奈良尾郷に奈良尾神社がある。

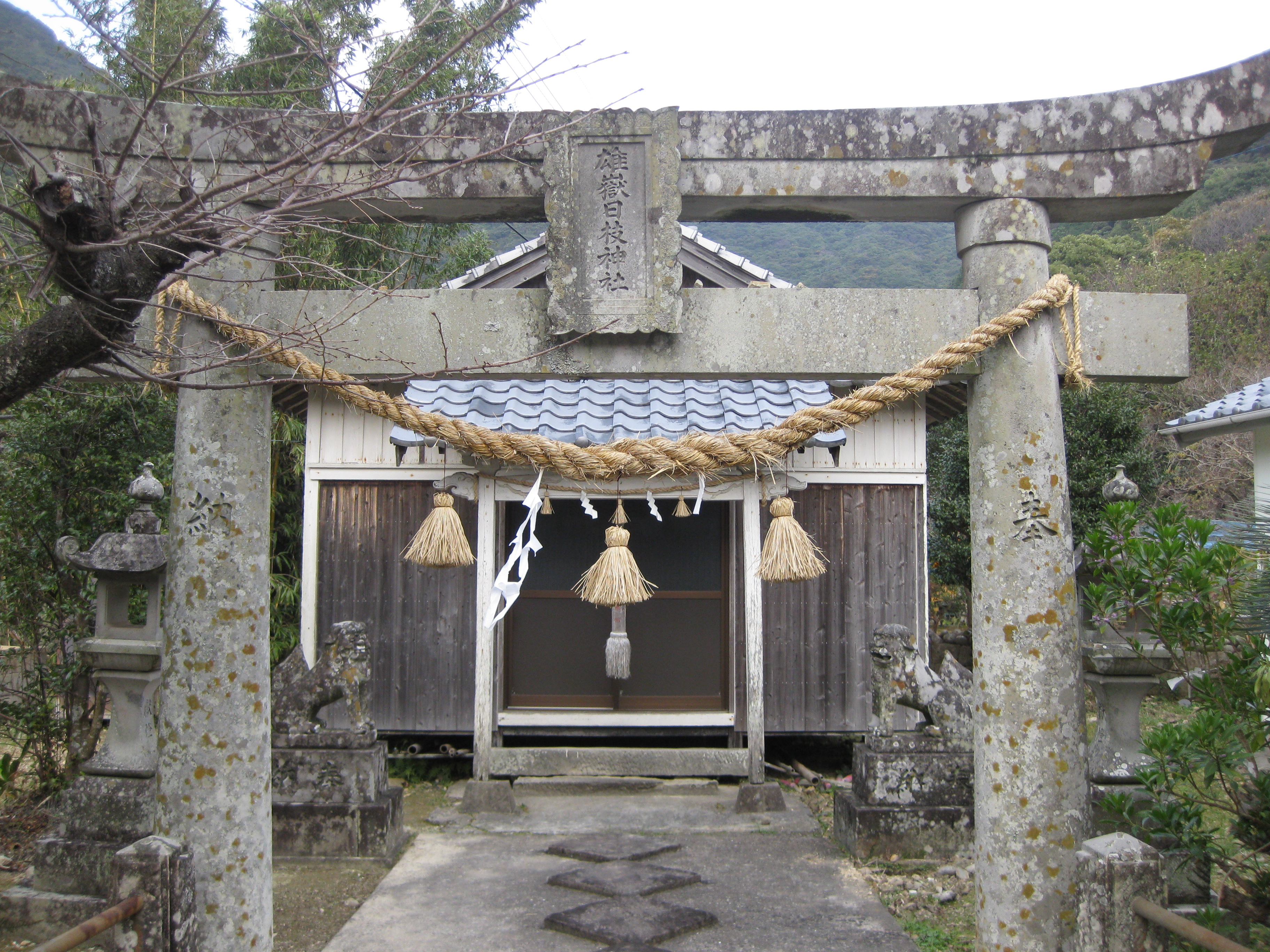
雄嶽日枝神社
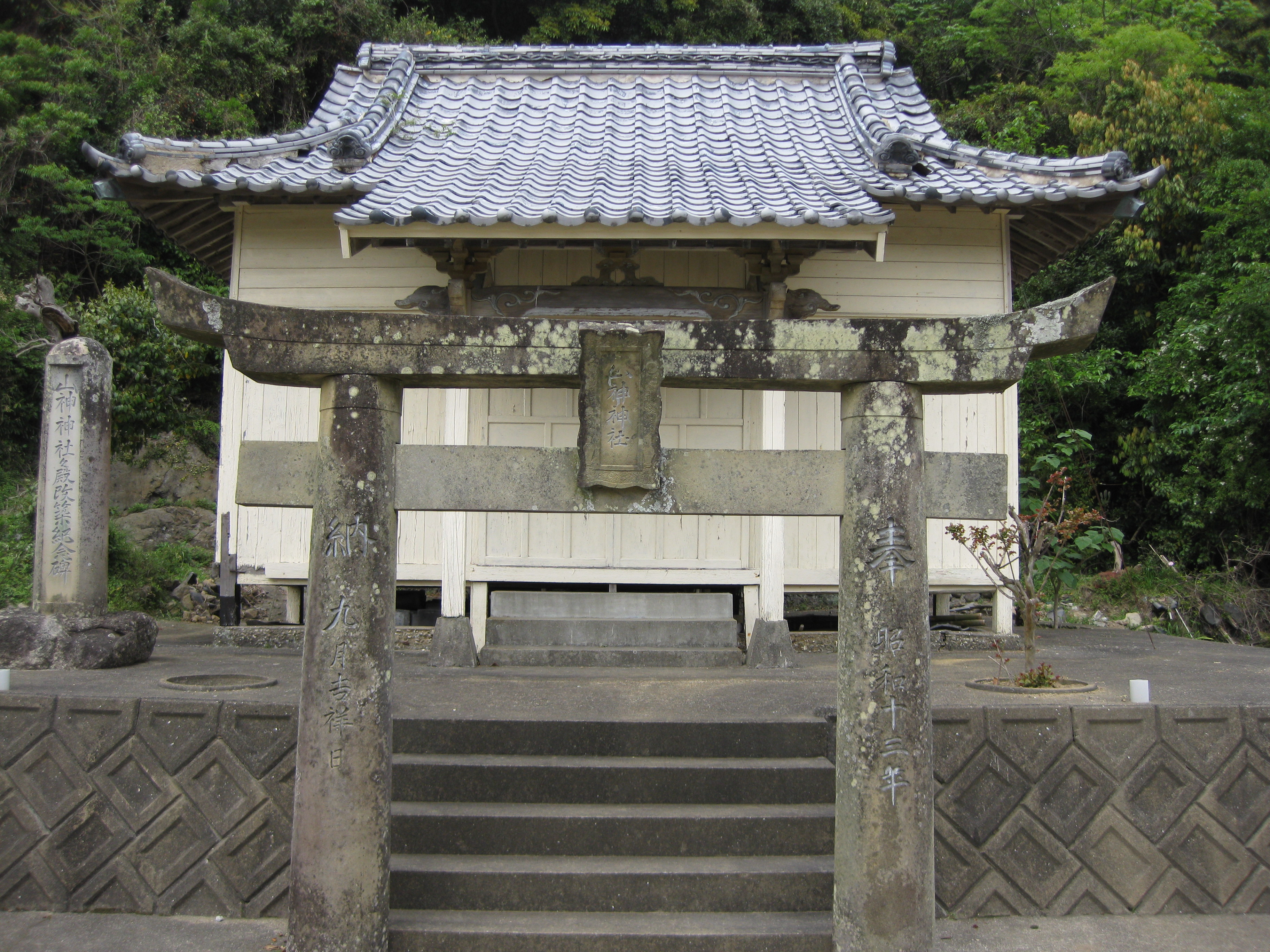
山神神社
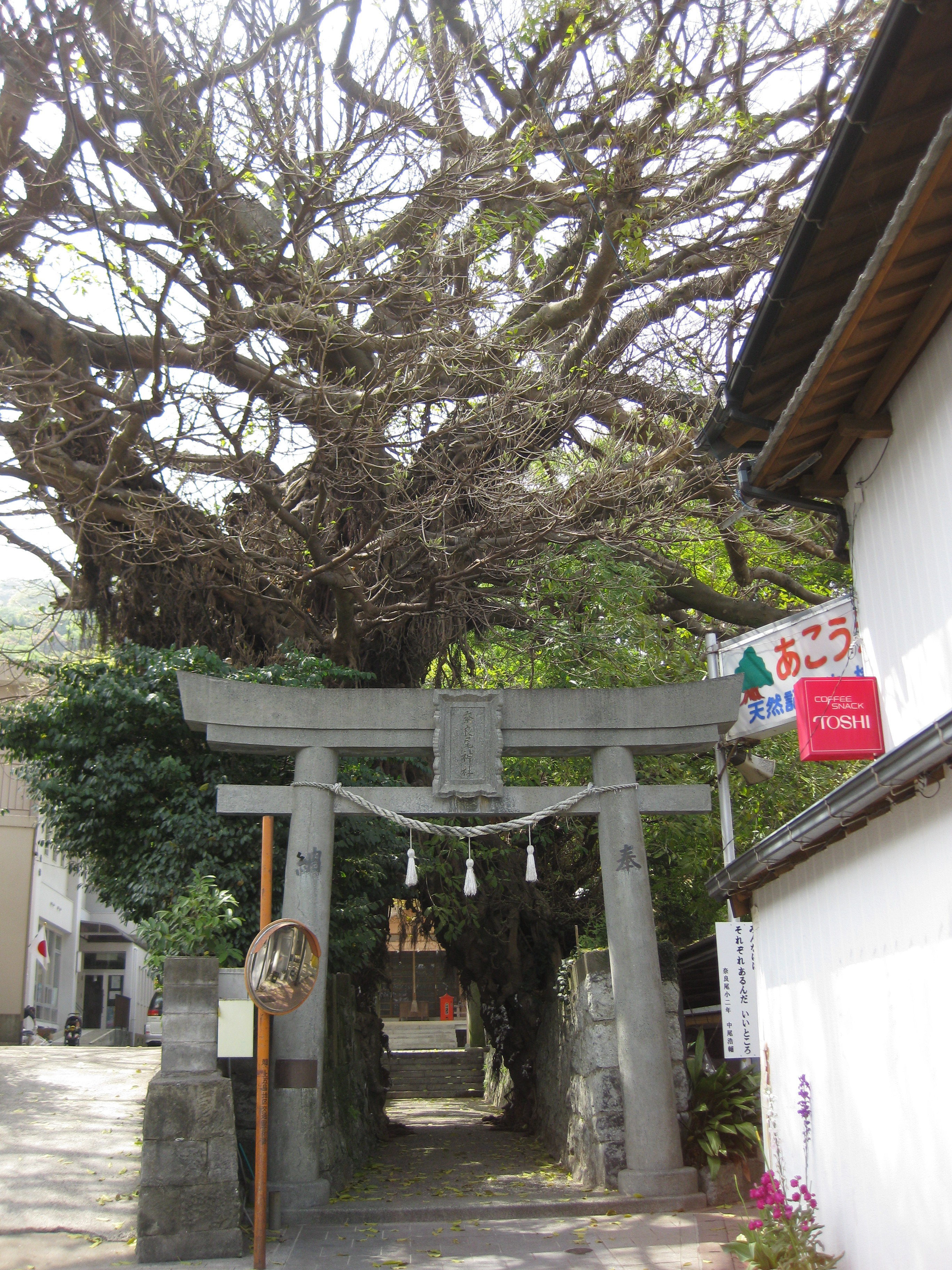
奈良尾神社